# Eduardo Caballero Calderón

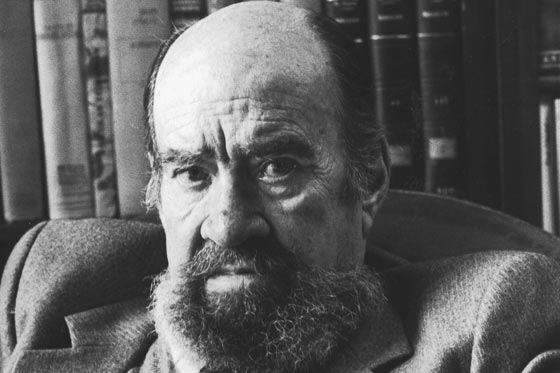
Eduardo Caballero Calderón

Eduardo Caballero Calderón (* 6. März 1910 in Bogotá; † 3. April 1993 ebenda) war ein kolumbianischer Schriftsteller, Journalist, Diplomat und Politiker.
Eduardo Caballero Calderón war Sohn des Generals Lucas Caballero Barrera und Bürgermeister von Tipacoque. Seit 1938 benutzte er zeitweise das Pseudonym Swann. Als kolumbianischer Diplomat war er lange in Madrid und Paris tätig. 1962 bis 1968 war er kolumbianischer Botschafter bei der UNESCO. Er verfasste Essays und erzählende Prosa, die sich durch einen knappen präzisen Stil auszeichnet. Themen seines Werks sind vor allem die dauernde Gewalt in Kolumbien, die Drogenkriege und die Ausbeutung der Kleinbauern. Er verfasste auch Kinderbücher; seine Werke wurden in viele Sprachen übersetzt.   

## Familie
Eduardos jüngerer Bruder Lucas Caballero Calderón wurde als Karikaturist unter dem Pseudonym Klim bekannt. Sein älterer Sohn Luis Caballero Holguín (1943–1995) war ein bekannter Maler, sein jüngerer Sohn Antonio Caballero Holguín (* 1945) ist Schriftsteller, Journalist und Karikaturist, der sich in seinem Roman Sin remedio (1984) mit dem rasanten Wachstum Bogotás befasst.

## Werke
Essays
- Latinoamérica, un mundo por hacer, 1944
- Suramérica, tierra del hombre, 1944
- Cervantes en Colombia, 1948
- Americanos y europeos, 1957
- Yo, el alcalde, 1971

Romane
- El Cristo de espaldas, 1952 (gilt als ein Hauptwerk der kolumbianischen Literatur)
- Siervo sin tierra, 1954, deutsch Siervo ohne Land
- La penúltima hora, 1955
- Manuel Pacho, 1962
- El buen salvaje, 1966
- Caín, 1968
- Historia de dos hermanos, 1977

| Personendaten    | Personendaten                  |
| ---------------- | ------------------------------ |
| NAME             | Caballero Calderón, Eduardo    |
| KURZBESCHREIBUNG | kolumbianischer Schriftsteller |
| GEBURTSDATUM     | 6. März 1910                   |
| GEBURTSORT       | Bogotá                         |
| STERBEDATUM      | 3. April 1993                  |
| STERBEORT        | Bogotá                         |